# Luis López Loza

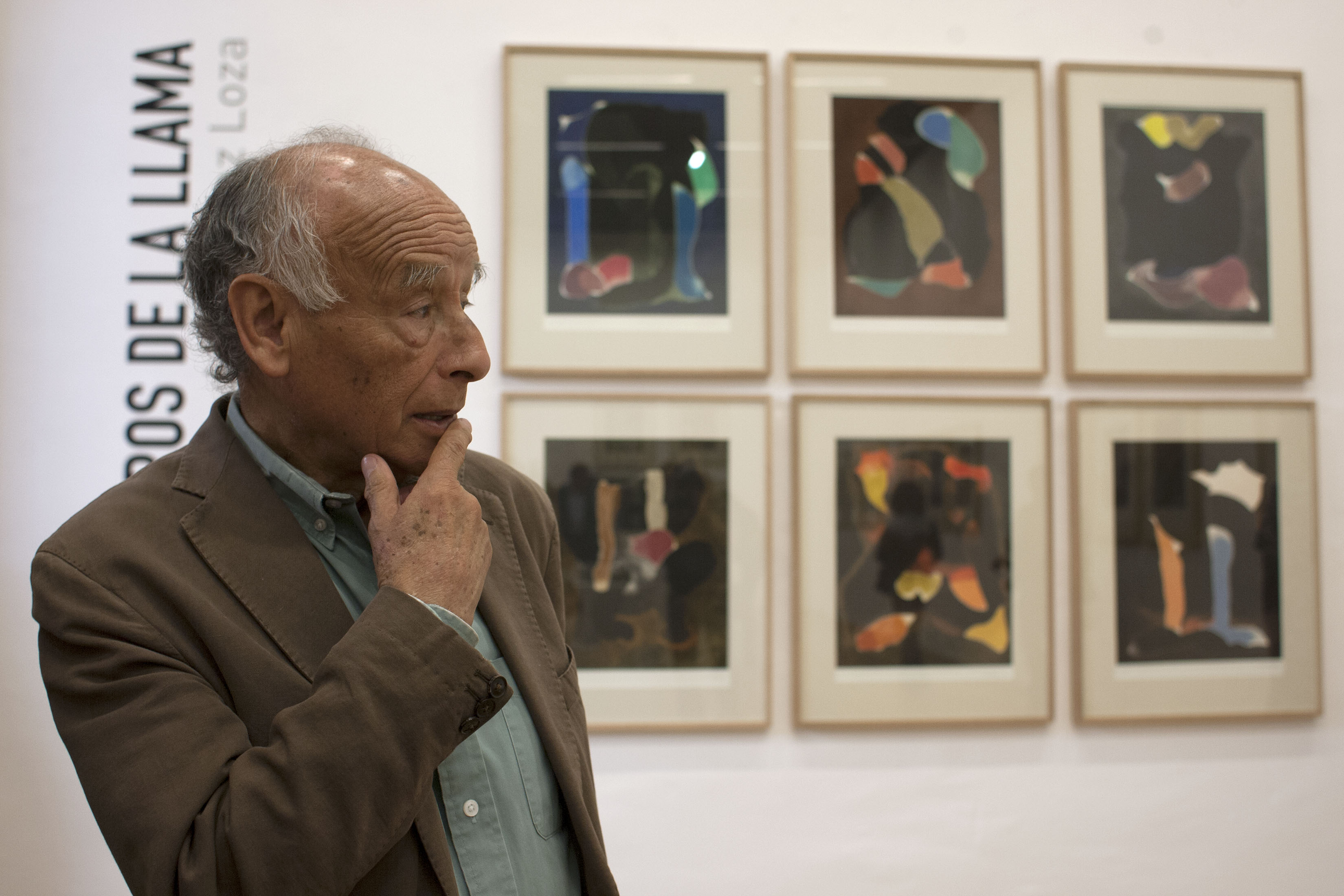
Luis López Loza en un recorrido por su exposición Rostros de la llama, en 2015.

Luis López  (Ciudad de México, 25 de agosto de 1939) es un pintor, escultor y académico mexicano. Se ha especializado en xilografía. Ha creado mediante un estilo vanguardista diversas obras con figuras abstractas y estructuras geométricas.

## Semblanza biográfica
Realizó sus estudios en la Escuela de Pintura y Escultura “La Esmeralda” y en el Centro Superior de Artes Aplicadas en la Ciudad de México, así como en el Pratt Graphic Art Center de Nueva York. En 1975 obtuvo la beca Guggenheim. Impartió cursos de grabado en la Universidad de Strumica de la antigua Yugoslavia y en la Academia Van Eyck de Maastricht, Países Bajos.
Ha presentado más de cuarenta exposiciones en México, Estados Unidos, Japón y España.  Adicionalmente, algunas de sus obras se encuentran en el Museo de Arte Moderno de Nueva York, en el Museo Nacional de Arte de Polonia, en el Museo de Arte Moderno de México y en la Casa de las Américas de Cuba.
En 2009 fue elegido miembro de número de la Academia Artes de México, leyó su discurso en el Museo Nacional de San Carlos.

## Premios y distinciones
- Mención honorífica por la Casa de las Américas en La Habana, Cuba en 1966.
- Premio Trienal de Xilografía de Modena, Italia en 1969.
- Premio Bienal de Grabado de Tokio, Japón en 1973.
- Premio Nacional de Gráfica de México en 1977.
- Premio Nacional de Ciencias y Artes en el área de Bellas Artes por el Gobierno Federal de México en 2010.